# Jakub Zof
Jakub Zof (23 de agosto de 1984) es un deportista checo que compitió en remo. Ganó una medalla de oro en el Campeonato Europeo de Remo de 2007, en la prueba de ocho con timonel.

## Palmarés internacional
| Campeonato Europeo | Campeonato Europeo | Campeonato Europeo | Campeonato Europeo |
| Año                | Lugar              | Medalla            | Prueba             |
| ------------------ | ------------------ | ------------------ | ------------------ |
| 2007               | Poznań (Polonia)   | Medalla de oro     | Ocho con timonel   |